# 鎌田久仁宏
鎌田 久仁宏（かまた くにひろ）は、埼玉県出身の日本の男性タレント。株式会社ライトハウス所属。

## プロフィール
- 生年月日： 1984年9月28日（40歳）
- 出身地 ： 埼玉県
- 血液型 ： B型
- 取得資格： 普通自動車免許、剣道初段、PADIダイブマスター、スイーツコンシェルジュ。
- 所属事務所： ライトハウス

## 出演歴

### テレビ
- 日本文化センターテレフォンショッピング
- 湘南ひらつか七夕まつり特別番組（湘南ケーブルネットワーク MC）
- 市政60周年狭山入間川七夕まつり特別番組（狭山ケーブルテレビ MC）
- デイリーよこはま（ジェイコム南横浜 キャスター）
- てんこもり情報局西多摩マルかじり（TCN キャスターリポーター）

### ラジオ
- Voice T Land（FM-FUJI）
- TBSラジオ CM
- 脱力系情報番組ナイトリアン （エフエム世田谷 パーソナリティ）
- お元気ですか！自由が丘（自由が丘FM パーソナリティ）
- サンアップ自由が丘　（自由が丘FM メインパーソナリティ）

### 映画
- 魂萌え
- フローズンライフ
- 小さな恋のものがたり

### モデル
- 楽天ショップモデル

### その他の活動
- 日経ＢＰニュースナレーション
- 練馬区のコミュニティ放送局立ち上げ団体「練馬放送」にて、インターネット放送やライブイベントでアナウンス講座を開講していた。
- web雑誌などでスイーツ関連のコラムを執筆している。